# Mistrzostwa Czterech Kontynentów w Łyżwiarstwie Figurowym 2000
Mistrzostwa czterech kontynentów w łyżwiarstwie figurowym 2000 – 2. edycja zawodów rangi mistrzowskiej dla łyżwiarzy figurowych z Azji, Afryki, Ameryki oraz Australii i Oceanii. Mistrzostwa odbywały się od 21 do 27 lutego 2000 w hali Osaka Pool w japońskiej Osace.
Mistrzami w konkurencjach solowych zostali Kanadyjczyk Elvis Stojko i Amerykanka Angela Nikodinov. Wśród par sportowych triumfowali Kanadyjczycy Jamie Salé i David Pelletier. Natomiast w konkurencji par tanecznych złoto wywalczyli także reprezentanci Amerykanie Naomi Lang i Peter Tchernyshev.

## Program zawodów
- 20–21 lutego – oficjalne treningi
- 22 lutego – uroczyste otwarcie zawodów, taniec obowiązkowy, program krótki par sportowych
- 23 lutego – program krótki solistek, program dowolny par sportowych
- 24 lutego – taniec oryginalny, program dowolny solistek
- 25 lutego – program krótki solistów, taniec dowolny
- 26 lutego – program dowolny solistów, bankiet
- 27 lutego – pokazy mistrzów

## Klasyfikacja medalowa
| L.p. | Reprezentacja     | Złoto | Srebro | Brąz | Razem |
| ---- | ----------------- | ----- | ------ | ---- | ----- |
| 1    | Stany Zjednoczone | 2     | 2      | 2    | 6     |
| 2    | Kanada            | 2     | 1      | 1    | 4     |
| 3    | Chiny             | 0     | 1      | 1    | 2     |

## Wyniki

### Soliści
| Poz. | Zawodnik            | Reprezentacja     | Punkty | SP | FS |
| ---- | ------------------- | ----------------- | ------ | -- | -- |
| 1    | Elvis Stojko        | Kanada            | 3,0    | 4  | 1  |
| 2    | Li Chengjiang       | Chiny             | 3,0    | 2  | 2  |
| 3    | Zhang Min           | Chiny             | 4,5    | 3  | 3  |
| 4    | Todd Eldredge       | Stany Zjednoczone | 5,5    | 1  | 5  |
| 5    | Takeshi Honda       | Japonia           | 7,0    | 6  | 4  |
| 6    | Anthony Liu         | Australia         | 9,5    | 5  | 7  |
| 7    | Roman Skorniakov    | Uzbekistan        | 11,0   | 10 | 6  |
| 8    | Yamato Tamura       | Japonia           | 13,5   | 11 | 8  |
| 9    | Trifun Živanović    | Stany Zjednoczone | 13,5   | 9  | 9  |
| 10   | Ben Ferreira        | Kanada            | 14,0   | 8  | 10 |
| 11   | Li Yunfei           | Chiny             | 15,5   | 7  | 12 |
| 12   | Ryan Jahnke         | Stany Zjednoczone | 17,0   | 12 | 11 |
| 13   | Emanuel Sandhu      | Kanada            | 19,5   | 13 | 13 |
| 14   | Naoki Shigematsu    | Japonia           | 22,0   | 14 | 15 |
| 15   | Lee Kyu-hyun        | Korea Południowa  | 22,5   | 17 | 14 |
| 16   | Yuri Litvinov       | Kazachstan        | 23,5   | 15 | 16 |
| 17   | Ricky Cockerill     | Nowa Zelandia     | 26,0   | 18 | 17 |
| 18   | Bradley Santer      | Australia         | 26,0   | 16 | 18 |
| 19   | Peter Nicholas      | Australia         | 28,5   | 19 | 19 |
| 20   | Park Joon-ho        | Korea Południowa  | 30,5   | 21 | 20 |
| 21   | Jin Yun-ki          | Korea Południowa  | 31,0   | 20 | 21 |
| 22   | Mauricio Medellin   | Meksyk            | 33,0   | 22 | 22 |
| 23   | Ricardo Olavarrieta | Meksyk            | 35,0   | 24 | 23 |
| 24   | David Del Pozo      | Meksyk            | 35,5   | 23 | 24 |

### Solistki
| Poz.                                 | Zawodniczka              | Reprezentacja     | Punkty | SP | FS |
| ------------------------------------ | ------------------------ | ----------------- | ------ | -- | -- |
| 1                                    | Angela Nikodinov         | Stany Zjednoczone | 2,0    | 2  | 1  |
| 2                                    | Stacey Pensgen           | Stany Zjednoczone | 3,5    | 3  | 2  |
| 3                                    | Annie Bellemare          | Kanada            | 4,5    | 1  | 4  |
| 4                                    | Fumie Suguri             | Japonia           | 7,0    | 4  | 5  |
| 5                                    | Yoshie Onda              | Japonia           | 8,0    | 10 | 3  |
| 6                                    | Jennifer Robinson        | Kanada            | 9,0    | 6  | 6  |
| 7                                    | Tatiana Malinina         | Uzbekistan        | 10,5   | 5  | 8  |
| 8                                    | Andrea Gardiner          | Stany Zjednoczone | 11,5   | 9  | 7  |
| 9                                    | Pang Rui                 | Chiny             | 13,5   | 7  | 10 |
| 10                                   | Choi Young-eun           | Korea Południowa  | 15,5   | 13 | 9  |
| 11                                   | Yao Jia                  | Chiny             | 16,5   | 11 | 11 |
| 12                                   | Anastasiya Gimazetdinova | Uzbekistan        | 17,0   | 8  | 13 |
| 13                                   | Michelle Currie          | Kanada            | 18,0   | 12 | 12 |
| 14                                   | Chisato Shiina           | Japonia           | 21,0   | 14 | 14 |
| 15                                   | Shirene Human            | Południowa Afryka | 23,5   | 15 | 16 |
| 16                                   | Sun Siyin                | Chiny             | 24,0   | 18 | 15 |
| 17                                   | Jung Min-ju              | Korea Południowa  | 26,5   | 17 | 18 |
| 18                                   | Lee Chu-hong             | Korea Południowa  | 27,5   | 21 | 17 |
| 19                                   | Quinn Wilmans            | Południowa Afryka | 29,0   | 20 | 19 |
| 20                                   | Diane Chen               | Chińskie Tajpej   | 29,5   | 19 | 20 |
| 21                                   | Simone Joseph            | Południowa Afryka | 30,0   | 16 | 22 |
| 22                                   | Dow-Jane Chi             | Chińskie Tajpej   | 33,0   | 24 | 21 |
| 23                                   | Sarah-Yvonne Prytula     | Australia         | 34,5   | 23 | 23 |
| 24                                   | Andrea Boss              | Australia         | 35,0   | 22 | 24 |
| Nie awansowały do programu dowolnego |                          |                   |        |    |    |
| 25                                   | Gladys Orozco            | Meksyk            | NQ     | 25 | NQ |
| 26                                   | Rocio Salas Visuet       | Meksyk            | NQ     | 26 | NQ |
| 27                                   | Maricarmen Szeszko       | Meksyk            | NQ     | 27 | NQ |

### Pary sportowe
| Poz. | Zawodnicy                                 | Reprezentacja     | Punkty | SP | FS |
| ---- | ----------------------------------------- | ----------------- | ------ | -- | -- |
| 1    | Jamie Salé / David Pelletier              | Kanada            | 1,5    | 1  | 1  |
| 2    | Kyoko Ina / John Zimmerman                | Stany Zjednoczone | 3,0    | 2  | 2  |
| 3    | Tiffany Scott / Phillip Dulebohn          | Stany Zjednoczone | 5,0    | 4  | 3  |
| 4    | Kristy Sargeant / Kris Wirtz              | Kanada            | 5,5    | 3  | 4  |
| 5    | Pang Qing / Tong Jian                     | Chiny             | 7,5    | 5  | 5  |
| 6    | Valerie Saurette / Jean-Sébastien Fecteau | Kanada            | 9,0    | 6  | 6  |
| 7    | Marina Chałturina / Walerij Artiuchow     | Kazachstan        | 10,5   | 7  | 7  |
| 8    | Wang Xiaoqian / Tao Wei                   | Chiny             | 12,0   | 8  | 8  |
| 9    | Natalia Ponomariewa / Jewgienij Swiridow  | Uzbekistan        | 13,5   | 9  | 9  |
| 10   | Irina Czabanowa / Artiom Kniaziew         | Uzbekistan        | 15,0   | 10 | 10 |

### Pary taneczne
| Poz. | Zawodnicy                              | Reprezentacja     | Punkty | CD1 | CD2 | OD | FD |
| ---- | -------------------------------------- | ----------------- | ------ | --- | --- | -- | -- |
| 1    | Naomi Lang / Peter Tchernyshev         | Stany Zjednoczone | 2,0    | 1   | 1   | 1  | 1  |
| 2    | Marie-France Dubreuil / Patrice Lauzon | Kanada            | 4,0    | 2   | 2   | 2  | 2  |
| 3    | Jamie Silverstein / Justin Pekarek     | Stany Zjednoczone | 6,6    | 3   | 3   | 4  | 3  |
| 4    | Megan Wing / Aaron Lowe                | Kanada            | 7,4    | 4   | 4   | 3  | 4  |
| 5    | Beata Handra / Charles Sinek           | Stany Zjednoczone | 10,0   | 5   | 5   | 5  | 5  |
| 6    | Josée Piché / Pascal Denis             | Kanada            | 12,0   | 6   | 6   | 6  | 6  |
| 7    | Nakako Tsuzuki / Rinat Farkhoutdinov   | Japonia           | 14,0   | 7   | 7   | 7  | 7  |
| 8    | Nozomi Watanabe / Akiyuki Kido         | Japonia           | 16,2   | 8   | 9   | 8  | 8  |
| 9    | Zhang Weina / Cao Xianming             | Chiny             | 17,8   | 9   | 8   | 9  | 9  |
| 10   | Wang Rui / Zhang Wei                   | Chiny             | 20,0   | 10  | 10  | 10 | 10 |
| 11   | Rie Arikawa / Kenji Miyamoto           | Japonia           | 22,0   | 11  | 11  | 11 | 11 |
| 12   | Qi Lina / Gao Hao                      | Chiny             | 24,0   | 12  | 12  | 12 | 12 |
| 13   | Portia Duval / Francis Rigby           | Australia         | 26,6   | 13  | 13  | 14 | 13 |
| 14   | Olga Akimova / Andriej Driganow        | Uzbekistan        | 27,4   | 14  | 14  | 13 | 14 |